# Rytigynia longipedicellata
Rytigynia longipedicellata là một loài thực vật thuộc họ Rubiaceae. Đây là loài đặc hữu của Tanzania. Chúng hiện đang bị đe dọa vì mất môi trường sống.